# Chassalia gracilis
Chassalia gracilis är en måreväxtart som beskrevs av Otto Stapf. Chassalia gracilis ingår i släktet Chassalia och familjen måreväxter. Inga underarter finns listade i Catalogue of Life.